# Episodi di Star Trek Continues
Gli episodi della webserie fanfiction Star Trek Continues, composta da 11 episodi, è stata pubblicata online tra il 31 luglio 2012 e il 13 novembre 2017.
| nº               | Titolo originale             | Data distribuzione |
| ---------------- | ---------------------------- | ------------------ |
| Cortometraggio 1 | Turnabout Intruder           | 31 luglio 2012     |
| Cortometraggio 2 | You'Ve Got the Conn          | 30 settembre 2012  |
| Cortometraggio 3 | Happy Birthday, Scott        | 30 novembre 2012   |
| 1                | Pilgrim of Eternity          | 22 maggio 2013     |
| 2                | Lolani                       | 8 febbraio 2014    |
| 3                | Fairest of Them All          | 12 giugno 2014     |
| 4                | The White Iris               | 29 maggio 2015     |
| 5                | Divided We Stand             | 26 settembre 2015  |
| 6                | Come Not Between the Dragons | 28 maggio 2016     |
| 7                | Embracing the Winds          | 3 settembre 2016   |
| 8                | Still Treads the Shadow      | 2 aprile 2017      |
| 9                | What Ships Are For           | 30 luglio 2017     |
| 10               | To Boldly Go I               | 18 ottobre 2017    |
| 11               | To Boldly Go II              | 13 novembre 2017   |